# 히다시 유디트
히다시 유디트(헝가리어: Hidasi Judit, 부다페스트, 1948년 7월 11일 ~ )는 헝가리의 언어학자, 언어학과 교수이다.

## 저서
- “The Role of Stereotypes in a New Europe” (PDF). 《Intercultural Communication Studies》 (영어). 1999–2000 (9): 117–122. 2016년 8월 18일에 원본 문서 (PDF)에서 보존된 문서. 2016년 6월 10일에 확인함.
- Intercultural Communication: An outline, Sangensha, Tokyo, 2005. (영어)
- Judit Hidasi (2014년 6월 16일). “匈牙利的早期外語教育” (중국어). Child Research Net. 2019년 6월 30일에 원본 문서에서 보존된 문서. 2016년 6월 10일에 확인함.